# 꽃신 (영화)
"꽃신"은 1978년에 개봉한 대한민국의 영화이다.

## 캐스팅
- 김천만
- 정희
- 황해
- 최봉
- 손창민
- 김호정
- 도금봉
- 김신재
- 김기주
- 박동룡
- 백한기
- 김기종
- 장인환
- 최일
- 유명순
- 김경란
- 이정애
- 김지영
- 주일몽
- 김대현
- 전숙
- 문미봉
- 조학자
- 윤일주
- 김신명
- 김애라